# Международный союз студентов
Международный союз студентов (МСС, англ. International Union of Students — IUS) — международная неправительственная организация, объединяющая национальные студенческие организации разных стран.
Международный союз студентов был основан 27 августа 1946 года в Праге на Всемирном студенческом конгрессе.
Согласно уставу, целями МСС явились защита интересов студентов, борьба за мир и международную безопасность, против империализма, колониализма и неоколониализма, реакции, фашизма и расизма, за национальное освобождение, социальный прогресс и демократизацию образования.
Высшим органом МСС был определён Конгресс, избирающий Исполком (осуществляющий руководство союзом между конгрессами), президента и Секретариат со штаб-квартирой в Праге.
МСС принял активное участие в проведении ряда мероприятий, направленных на укрепление интернациональной сплочённости прогрессивного студенчества, совместно с Всемирной федерацией демократической молодёжи (ВФДМ) Международный союз студентов с 1947 года традиционно являлся организатором Всемирных фестивалей молодёжи и студентов.  
Музыка гимна Международного союза студентов на стихи Льва Ошанина, написанная композитором Вано Мурадели, удостоена Сталинской премии 1951 года.

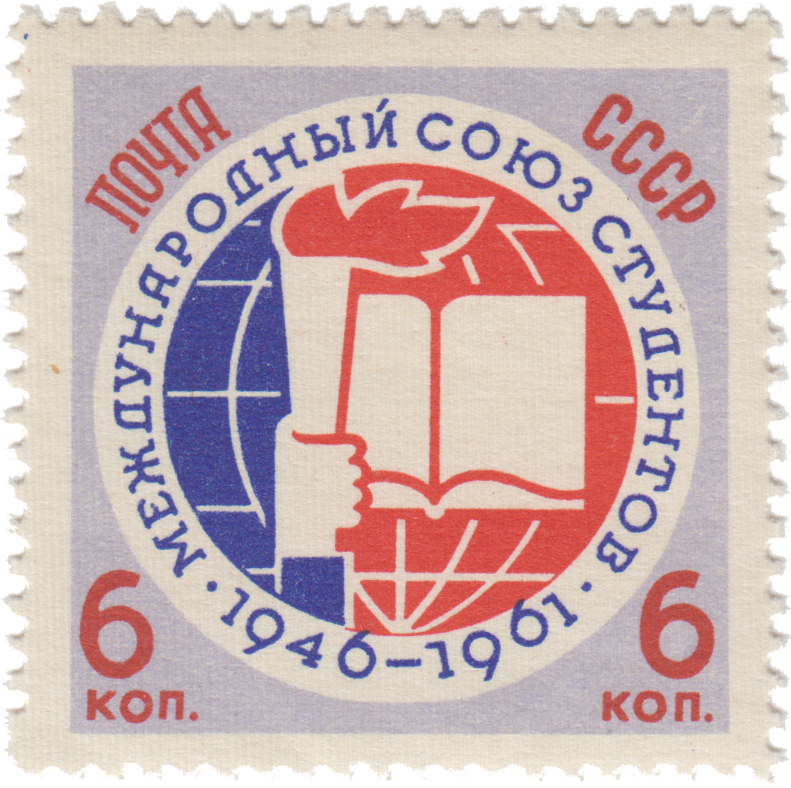
Почтовая марка СССР, 1961 год. 15 лет Международному союзу студентов

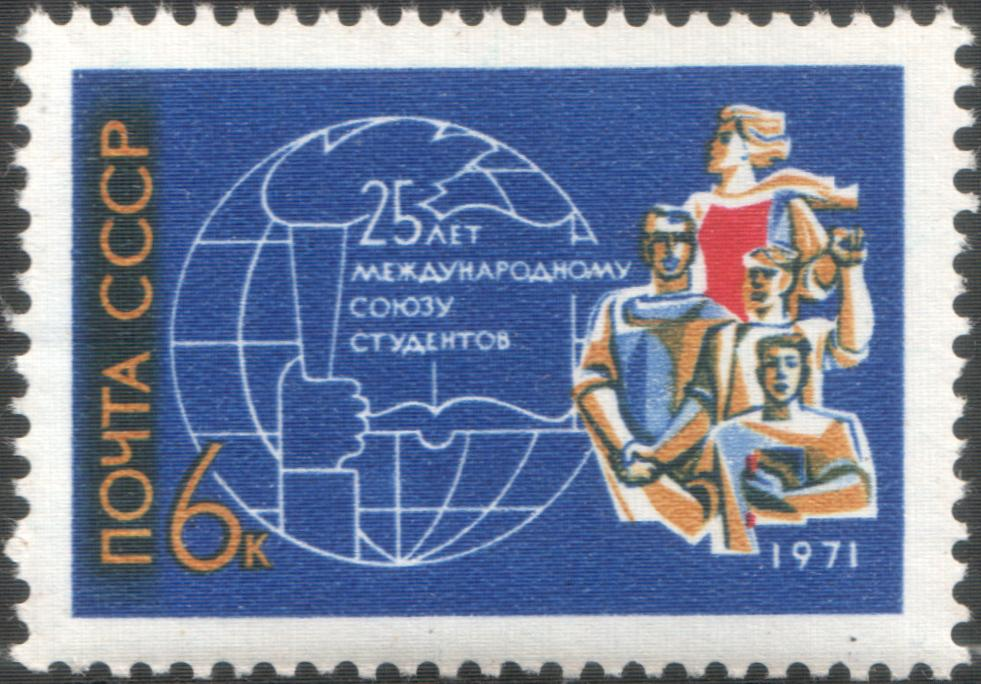
Марка СССРː Эмблема федерации (глобус) и группа студентов разных национальностей. Серияː 25-летие Международного союза студентов (основан 27/VIII 1946)

По инициативе МСС проводились всемирные форумы молодёжи и студентов в Москве (1961 и 1964), международные конференция молодёжи и студентов за разоружение, мир и национальную независимость (Флоренция, 1964), студенческая конференция солидарности с борьбой вьетнамского народа (Прага, 1968), конференции и митинги в поддержку антиимпериалистической борьбы арабских народов, народов португальских колоний и юга Африки (Прага — 1967, Хартум — 1969, Хельсинки — 1971), встреча солидарности молодёжи и студентов Латинской Америки (Сантьяго, 1969), международные студенческие семинары по вопросам образования и социально-экономическим проблемам (Дублин, Гамбург— 1970; Прага, Париж, Аден — 1971; Мадрас — 1972), встречи и семинары по вопросам студенческой прессы, спорта и ряд других международных встреч.
МСС организовал отправку различным студенческим организациям больших партий медикаментов, учебного, спортивного и другого оборудования, лечение необеспеченных больных студентов. Организации МСС в социалистических странах предоставляли стипендии для студентов из стран, испытывающих трудности в подготовке национальных кадров.
МСС издавал ежемесячный журнал «Всемирные студенческие новости» (на английском, французском, испанском и арабском языках).
К середине 1960-х годов в рядах МСС состояло 78 национальных студенческих союзов. К концу 1980-х годов МСС объединял 152 национальные студенческие организации из 114 стран мира.
Международному союзу студентов Организацией Объединённых Наций присвоен консультативный статус в ЮНЕСКО.
По инициативе МСС в память чешских студентов-антифашистов день 17 ноября был провозглашён Международным днём студентов, который отмечается в современной России и других странах.
Международный союз студентов распался в 2000-х годах из-за ненадежной членской системы и недостаточного участия широких масс.
Международный союз студентов планировалось возродить на очередном XIX Всемирном фестивале молодёжи и студентов в Сочи в октябре 2017 года.